# Fiscal do Sarney
Fiscal do Sarney é um "título popular" que refere-se ao controle de preços no comércio varejista brasileiro pelo cidadão consumidor. Este "título" foi instituído nacionalmente, com menção na mídia, por ocasião do lançamento do Plano Cruzado, em 1 de março de 1986, pelo então presidente do Brasil, José Sarney. Segundo o presidente: "Cada brasileiro e brasileira deverá ser um fiscal dos preços, um fiscal do presidente para a execução fiel desse programa em todos os cantos desse país."
O governo Sarney apostou numa medida drástica para conter a inflação descontrolada que castigava a população brasileira durante a década de 1980: o Plano Cruzado, que dentre outras medidas, "congelou" o preço das mercadorias. Dessa forma, surgiram os chamados "fiscais do Sarney" com uma cartela de preços do governo em mãos - muitos usando um broche verde-amarelo nas camisas com os dizeres: "Eu sou fiscal do Sarney" - denunciavam ao governo os pontos de venda que aumentassem os preços de seus produtos. Em muitos casos chamavam a polícia, que decretava ordem de prisão aos responsáveis pela remarcação dos preços e a interdição do estabelecimento comercial.
Entretanto, o plano foi um fiasco: após um curto período de euforia de consumo e de aquecimento econômico, muitos produtos começaram a sumir das prateleiras e os fornecedores passaram a cobrar ágio; e assim, a inflação voltou a disparar.